# Zabranjeno plakatirati
Zabranjeno plakatirati drugi je studijski album glazbenog sastava Buldožer. Na ploči iz 1977. Buldožer je naveden kao autor glazbe, tekstova i aranžmana. Album je izdao Helidon. Reizdanje 1991. objavio je Racman, a distribuirao Dallas Records. Na CD izdanju iz 1991. Boris Bele potpisan je kao autor stihova za 1., 4. i 5. skladbu, a Marko Brecelj kao autor stihova od 2. do 5. skladbe. Kao autori glazbe potpisani su: Boris Bele, Marko Brecelj, Borut Činč i Uroš Lovšin.

## Popis pjesama

### A strana
| Br. | Skladba                       | Trajanje |
| --- | ----------------------------- | -------- |
| 1.  | »Ne brini, mama«              | 6:51     |
| 2.  | »Dobro jutro madam Jovanović« | 9:15     |

### B strana
| Br. | Skladba                       | Trajanje |
| --- | ----------------------------- | -------- |
| 1.  | »Helga«                       | 3:42     |
| 2.  | »Jeste li vidjeli djevojčice« | 6:41     |
| 3.  | »Doktore pomozite«            | 3:46     |

## Impresum
- Marko Brecelj – glavni vokal, skladatelj
- Boris Bele – vokal, gitara, skladatelj
- Uroš Lovšin – gitara, vokal
- Tone Dimnik – bubnjevi
- Vili Bertok – bas-gitara
- Borut Činč – klavijature

- Slavko Furlan – oblikovanje naslovnice. Redizajn CD-a napravio je Zlatko Drčar.
- Ištvan Tibai – snimanje, miksanje
- Ranko Dokmanović, Željko Stojanović - fotografija
- Buldožer - producenti
- Martin Žvelc - digitalno remasteriranje
- Vitomir Simurdić - izvršni producent

## Vanjske poveznice
- Zabranjeno plakatirati, izdanje 1977. na stranici Discogs.com
- Zabranjeno plakatirati, izdanje 1991. na stranici Discogs.com